# برل ۳۹۱۸
سیارک ۳۹۱۸ (به انگلیسی: 3918 Brel، نامگذاری:1988PE1) سه هزار و نهصد و هجدهمین سیارک کشف شده‌است که در ۱۳ اوت ۱۹۸۸ کشف شد.
قدر مطلق سیارک برابر ۱۳٫۳۰ است.